# Méthode de classement DISQUAL
La méthode DISQUAL est une méthode d'analyse discriminante sur données qualitatives inventée par Gilbert Saporta en 1975.

## Algorithme
La première étape de la méthode consiste à transformer toutes les variables explicatives en variables qualitatives. On applique ensuite une ACM pour la décomposition factorielle, puis une Analyse discriminante linéaire sur les facteurs.